# Lopholiparis flerxi
Lopholiparis flerxi is een straalvinnige vissensoort uit de familie van slakdolven (Liparidae). De wetenschappelijke naam van de soort is voor het eerst geldig gepubliceerd in 2004 door Orr.